# Pian Tengah
Pian Tengah is een bestuurslaag in het regentschap Natuna van de provincie Riau-archipel, Indonesië. Pian Tengah telt 394 inwoners (volkstelling 2010).